# NAA60
NAA60 (англ. N(alpha)-acetyltransferase 60, NatF catalytic subunit) – білок, який кодується однойменним геном, розташованим у людей на 16-й хромосомі. Довжина поліпептидного ланцюга білка становить 242 амінокислот, а молекулярна маса — 27 451.
| 10         |  | 20         |  | 30         |  | 40         |  | 50         |
| ---------- |  | ---------- |  | ---------- |  | ---------- |  | ---------- |
| MTEVVPSSAL |  | SEVSLRLLCH |  | DDIDTVKHLC |  | GDWFPIEYPD |  | SWYRDITSNK |
| KFFSLAATYR |  | GAIVGMIVAE |  | IKNRTKIHKE |  | DGDILASNFS |  | VDTQVAYILS |
| LGVVKEFRKH |  | GIGSLLLESL |  | KDHISTTAQD |  | HCKAIYLHVL |  | TTNNTAINFY |
| ENRDFKQHHY |  | LPYYYSIRGV |  | LKDGFTYVLY |  | INGGHPPWTI |  | LDYIQHLGSA |
| LASLSPCSIP |  | HRVYRQAHSL |  | LCSFLPWSGI |  | SSKSGIEYSR |  | TM         |

A: Аланін

C: Цистеїн

D: Аспарагінова кислота

E: Глутамінова кислота

F: Фенілаланін

G: Гліцин

H: Гістидин

I: Ізолейцин

K: Лізин

L: Лейцин

M: Метіонін

N: Аспарагін

P: Пролін

Q: Глутамін

R: Аргінін

S: Серин

T: Треонін

V: Валін

W: Триптофан

Кодований геном білок за функціями належить до трансфераз, ацилтрансфераз, регуляторів хроматину. 
Задіяний у таких біологічних процесах, як розходження хромосом, ацетилювання, альтернативний сплайсинг. 
Локалізований у мембрані, апараті гольджі.